# Battikere, Madhugiri
Battikere là một làng thuộc tehsil Madhugiri, huyện Tumkur, bang Karnataka, Ấn Độ.